# Afroqueta capensis
Afroqueta capensis är en passionsblomsväxtart som först beskrevs av William Henry Harvey, och fick sitt nu gällande namn av Mats Thulin och Razafim.. Afroqueta capensis ingår i släktet Afroqueta och familjen passionsblomsväxter. Inga underarter finns listade i Catalogue of Life.